# Bernhard Vošicky (svećenik)
Bernhard Vošicky OCist (Beč, 9. kolovoza 1950.) austrijski je redovnik-cistercit, svećenik, teolog te jedan od najcjenjenijih ispovjednika i duhovnih iscjelitelja bečke nadbiskupije. Predstojnik je Instituta za liturgiku i crkvenu glazbu te profesor liturgike na Filozofsko-teološkoj visokoj školi Benedikt XVI. (njem. Philosophisch-Theologische Hochschule Benedikt XVI.) u Heiligenkreuzu i subprior cistercitskoga samostana Heiligenkreuz u Donjoj Austriji.

## Životopis
Bernhard Vošicky rođen je kao sin liječnika u Beču i kršten imenom Johann. Godine 1968. završio je gimnaziju i potom studirao teologiju na Katoličkom bogoslovnom fakultetu Sveučilišta u Beču kao alumnus Bečkoga bogoslovnog sjemeništa (njem. Wiener Priesterseminar). Godine 1972. pristupa cistercitskom redu u opatiji Heiligenkreuz, gdje poslije godinu dana novicijata 15. kolovoza 1973. polaže privremene redovničke zavjete: redovničko je ime dobio po sv. Bernardu iz Clairvauxa. Od 1973. do siječnja 1975. studirao je na Papinskom liturgijskom institutu sv. Anselma (tal. Pontificio Ateneo Sant’Anselmo, također i Anselmianum) u Rimu. U Rimu ga je 1975. na svetkovinu sv. Petra i Pavla (29. lipnja) na Trgu sv. Petra za svećenika zaredio papa Pavao VI.
Nakon licencijata iz liturgike 1976. godine, Vošicky je kao asistent profesora Leopolda Lentnera predavao liturgiku na tadašnjoj Filozofsko-teološkoj školi u Heiligenkreuzu (današnjoj Filozofsko-teološkoj visokoj školi Benedikt XVI.). Uz to je surađivao i u pripremanju novog izdanja latinskoga cistercitskog brevijara, koji je objavljen 1978. godine. Godine 1983. vratio se u Rim, gdje je na Papinskom liturgijskom institutu sv. Anselma započeo doktorski studij. Doktorirao je 31. siječnja 1985. disertacijom o značenju pojmova "sacramentum" i "mysterium" u djelima Bernarda iz Clairvauxa (njem. Die Begriffe "sacramentum" und "mysterium" in den Werken Bernhards von Clairvaux). Nakon doktorata vraća se ponovno u Heiligenkreuz, gdje od 2. srpnja 1985. studentima teologije kao profesor predaje liturgiku i sakramentologiju te egzegezu Biblije i moralnu teologiju u okviru osnovnoga nastavnog tečaja teologije (njem. Theologischer Grundkurs).
Usporedo s teološko-znanstvenim radom, Bernhard Vošicky je od 1977. godine u opatiji Heiligenkreuz bio i pomoćnik učitelja novaka te od travnja 1978. izaslanik Austrijske kongregacije cistercita u Komisiji za liturgiju cistercitskoga reda. S vremenom je dušobrižništvo postalo središtem njegova svećenićkog djelovanja pa je tako u razdoblju od 1988. do 1998. bio župnik u Maria Raisenmarktu, potom godinu dana župnik u mjestu Sulz im Wienerwald te od 1999. do 2000. hodočasnički dušobrižnik u opatiji Heiligenkreuz. Od 2000. do 2009. bio je župnik opatije Heiligenkreuz te od 2001. do 2004. i tamošnji subprior. Dužnost subpriora opatije Heiligenkreuz obnašao je i u razdoblju od 2011. do 2019. godine.
Austrijski radijski voditelj istoga imena i prezimena – Bernhard Vošicky – nećak je patera Bernharda.

## O sakramentu ispovijedi
Pater Bernhard u jednom je intervjuu 2021. godine rekao da "ljudi u sakramentu ispovijedi ne spoznaju samo užas i strašnost grijeha, nego itekako neposredno i slavu milosti, slavu Božjega milosrđa." Tajnost ispovijedi nazvao je "najvećom tajnom koja postoji na Zemlji. Nadalje naglašava i da se ljudi poslije iskrene ispovijedi doimaju prosvijetljenije, gotovo pa i ljepše: "Uvijek govorim da je ispovijed salon ljepote Rimokatoličke crkve."